# Josep Maria Salvatella i Suñer
Josep Maria Salvatella i Suñer (Figueres (Alt Empordà), 16 d'octubre de 1937) és un escriptor i polític català, diputat al Parlament de Catalunya en la IV, V i VI legislatures.

## Biografia
Graduat en magisteri a l'Escola de Magisteri de Girona, des de 1959 ha estat professor de l'escola pública Pompeu Fabra de Llançà, de la que n'ha estat director de 1976 a 1988.
Afiliat a Convergència Democràtica de Catalunya en 1978, fou elegit alcalde de Llançà a les eleccions municipals de 1979, càrrec que ha ratificat a les eleccions de 1983, 1987, 1991, 1995 i 1999. També ha estat diputat provincial a la Diputació de Girona del 1987 al 1992, on n'ha estat ponent d'Ensenyament i Cultura (1987-1992) i vicepresident segon (1991-1992). També ha format part de la Comissió Permanent del Consorci de la Costa Brava (1979-1987) i ha estat president de l'Associació Cap de Creus - Cap de Sant Vicenç (1985-1987).
Fou elegit diputat al Parlament de Catalunya per CiU per la circumscripció de Girona a les eleccions al Parlament de Catalunya de 1992, 1995 i 1999. En 1995 fou secretari de la Comissió de Política Cultural del Parlament de Catalunya i el 2000 vicepresident de la Comissió d'Estudi sobre la Situació de la Pesca a Catalunya.

## Obres
- Rodes i creus, 2002
- A la posta de sol, 1976
- Planes de l'Empordà
- Llançà, de festa